# Corral de comèdies

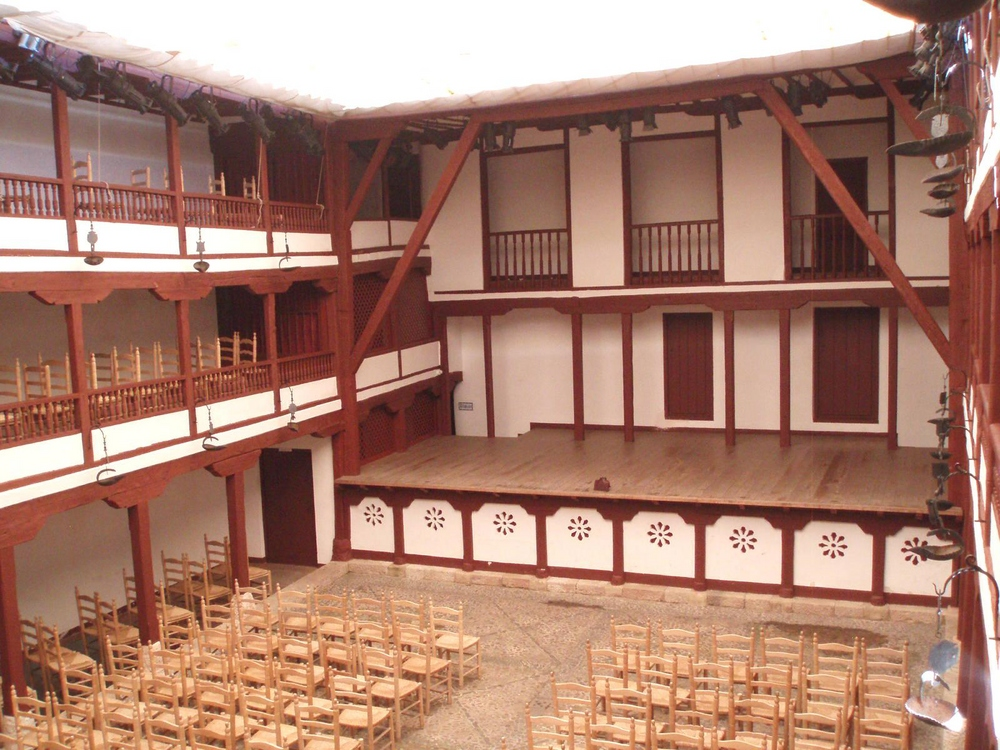
Corral de comèdies

El corral de comèdies és l'espai per excel·lència on es representa el teatre del Segle d'Or espanyol. Sorgeixen al segle XVI (teatre del Renaixement) i és al segle xvii (teatre barroc) quan aconsegueixen el major èxit i popularitat.
Els "Corrals de comèdies" estan situats als patis interiors de les cases de l'època. Al fons s'ubicava el petit escenari rectangular on es representaven les diferents obres de teatre. Al davant, la denominada "cazuela" (actual platea), on s'acomodaven les dones de classe mitjana separades dels homes, els quals se situaven al fons, dempeus, eren els anomenats "mosqueteros". A les parts superiors, als "palcos" es trobava la noblesa, tant els homes com les dones, junts en aquest cas.
L'únic "Corral de comèdies" conservat a Espanya tal com era al segle xvii es troba a Almagro, poble de Castella La Manxa amb una gran tradició teatral i, on cada any, durant el mes de juliol se celebra el Festival Internacional de Teatre Clàssic.